# Hofanlage Am Günnemoor 15
Die Hofanlage Am Günnemoor 15 in der niedersächsischen Stadt Osterholz-Scharmbeck-Teufelsmoor im Landkreis Osterholz stammt vom Anfang des 19. Jahrhunderts. Aktuell (2025) wird sie auch zum Wohnen genutzt.
Die Gebäude stehen unter Denkmalschutz (siehe auch Liste der Baudenkmale in Osterholz-Scharmbeck).

## Geschichte und Beschreibung
Der Ort Teufelsmoor auf der Osterholzer Geest am Rand der Landschaft Teufelsmoor stammt aus dem 14. Jahrhundert und ist als Reihendorf durch die Landwirtschaft geprägt.
Die Hofanlage beim Hochmoor Günnemoor besteht aus
- dem eingeschossigen traufständigen Wohn- und Wirtschaftsgebäude als Zweiständer-Hallenhaus von 1802 (Inschrift) in Fachwerk mit Steinausfachungen, mit reetgedecktem Krüppelwalmdach als Niedersachsengiebel mit Uhlenloch und der Grooten Door mit Korbbogen, Wände teilweise massiv ersetzt,[2]
- der traufständigen Scheune vom Ende des 19. Jahrhunderts in Fachwerk mit Steinausfachungen und reetgedecktem Satteldach sowie mit Quereinfahrten.[3]

Das Landesdenkmalamt befand u. a.: „… in Einzellage im Süden des Teufelsmoors …“